# Месорахи
Месорахи (грч. Μεσορράχη) је насељено место у општини Зиљахово у периферији Средишња Македонија, Грчка. Према попису из 2021. године било је 210 становника.
Према бугарском географу и историчару, Василу Канчову, у Месорахију је 1900. године живело 550 Турака хришћана и 300 Турака муслимана. Током Балканских и Првог светског рата село је настрадало и део мештана је избегао, тако је после рата остало 424 житеља. Двадесетих година 20. века преостало муслиманско становништво је принудно исељено у Турску а на њихово место је насељено 50 грчких избегличких породица, укупно 198 особа. На попису из 1928. године Месорахи је мешовито насеље са 677 становника. Село се раније звало Рахово.